# Coendou speratus
Coendou speratus é uma espécie de roedor da família Erethizontidae. É endêmica do Brasil, onde pode ser encontrada na região Nordeste nas Florestas Costeiras de Pernambuco ao norte do rio São Francisco, nos estados de Alagoas e Pernambuco. Coberto com espinhos castanho-escuros com a ponta avermelhada, é conhecido pelos moradores da região como "coandu-mirim".
O Coendou speratus se alimenta basicamente de sementes e tem hábitos noturnos. Ele possui um nariz pontudo e uma cauda longa e flexível que ajuda na locomoção entre as árvores, mas o animal não consegue saltar entre elas. O porco-espinho é forçado a escalar para subir ou descer de árvores quando os galhos não estão próximos uns dos outros.
A espécie encontra-se ameaçada de extinção em virtude da fragmentação do habitat e da caça predatória por habitantes locais.